# HMS Edinburgh (16)
La HMS Edinburgh (Pennant number C16), quinta nave da guerra britannica a portare questo nome, è stata un incrociatore leggero classe Town, tipo Belfast, della Royal Navy. Venne impostata nei cantieri Swan Hunter il 30 dicembre 1936, venne varata il 31 marzo 1938 ed entrò in servizio il 6 luglio 1939, a meno di due mesi dallo scoppio della seconda guerra mondiale.

## Servizio
All'ingresso in servizio la Edinburgh venne assegnata al 18º Squadrone incrociatori della Home Fleet di stanza a Scapa Flow. Venne quindi impiegata con compiti di pattuglia tra l'Islanda e le Isole Fær Øer. Nel 1939 venne trasferita al 2º Squadrone incrociatori.
La nave si trovava ancora nel Firth of Forth al momento del primo attacco aereo della Luftwaffe sulla base navale di Rosyth il 16 ottobre, durante il quale ricevette danni leggeri senza venire mai colpita direttamente.
Lasciò Rosyth il 23 ottobre, scortando i convogli diretti a Narvik, in Norvegia. Al momento dell'affondamento dell'incrociatore ausiliario Rawalpindi il 23 novembre la Edinburgh partecipò alla caccia all'incrociatore tedesco Scharnhorst responsabile della perdita della nave. La ricerca fu però infruttuosa a la nave tornò ai compiti di scorta precedenti.
Il 18 marzo 1940 entrò in cantiere per lavori di riparazione e per correggere delle debolezze strutturali allo scafo. Venne inoltre installato un radar Type 279 per l'individuazione di apparecchi nemici. Tornata in servizio in ottobre venne riassegnata al 18º Squadrone incrociatori. Il 18 novembre salpò da Falsane scortando il convoglio di truppe WS4B diretto a Freetown, nell'attuale Sierra Leone, tornando in patria il mese successivo. Pochi giorni prima di natale la Edinburgh partecipò alla caccia ad una nave di superficie tedesca segnalata dalle ricognizioni nell'Atlantico settentrionale. La forza impegnata consisteva nell'incrociatore da battaglia Hood, la Edinburgh e i cacciatorpediniere Electra, Echo, Escapade e Cossack. Dopo una settimana passata in mare senza nessun avvistamento, le navi tornarono in porto il 31 dicembre.
Nell'inverno 1940 la Edinburgh prese parte a varie operazioni minori della Home Fleet, tra cui il supporto all'Operazione Claymore, il raid compiuto il 4 maggio 1941 con il quale gli alleati presero il controllo delle isole Lofoten, precedentemente occupate dai tedeschi. Successivamente scortò il convoglio WS7 in Medio Oriente, tornando in patria via Gibilterra il 15 aprile. Partecipò anche a varie operazioni di posamine al largo della costa danese.
La Edinburgh partecipò marginalmente alla caccia alla nave da battaglia tedesca Bismarck. Mentre era di pattuglia nel golfo di Biscaglia, dove intercettò la tedesca SS Lech il 22 maggio, ricevette l'ordine di posizionarsi in un punto dove si sarebbe potuta trovare la corazzata tedesca e di rimanere in attesa di ulteriori ordini. La Bismarck però non venne mai avvistata e la Edinburgh non partecipò in nessun modo alla sua distruzione.
Il 1º giugno ricevette l'ordine di salpare da Scapa Flow con il compito di sostituire la Hermione di pattuglia allo stretto di Danimarca. In seguito scortò un altro convoglio diretto in Medio Oriente trovandosi a Gibilterra nei primi giorni di luglio. Partecipò quindi all'operazione Substance, giungendo a Malta il 24 luglio come scorta ad un convoglio di rifornimenti. Il giorno successivo, sulla rotta di ritorno, venne attaccata da un aerosilurante tedesco, senza però venire colpita.
Nell'agosto seguente la Edinburgh scortò il convoglio WS10 diretto a Simon's Town in Sudafrica, venendo trasferita in seguito nuovamente a Malta, come parte dell'operazione Halberd, giungendo nell'isola il 28 settembre. Tornata a Gibilterra poco dopo, venne inviata in patria trasportando prigionieri di guerra e materiale. Dopo una serie di riparazioni a Falsane, tornò in servizio con la Home Fleet con compiti di pattuglia delle acque islandesi durante il mese di novembre.
Nel mese di dicembre partecipò alla scorta a convogli artici diretti in Unione Sovietica. Nel febbraio 1942 entrò in cantiere, dove rimase fino al 4 marzo, quando tornò in servizio assegnata nuovamente al Mare del Nord.

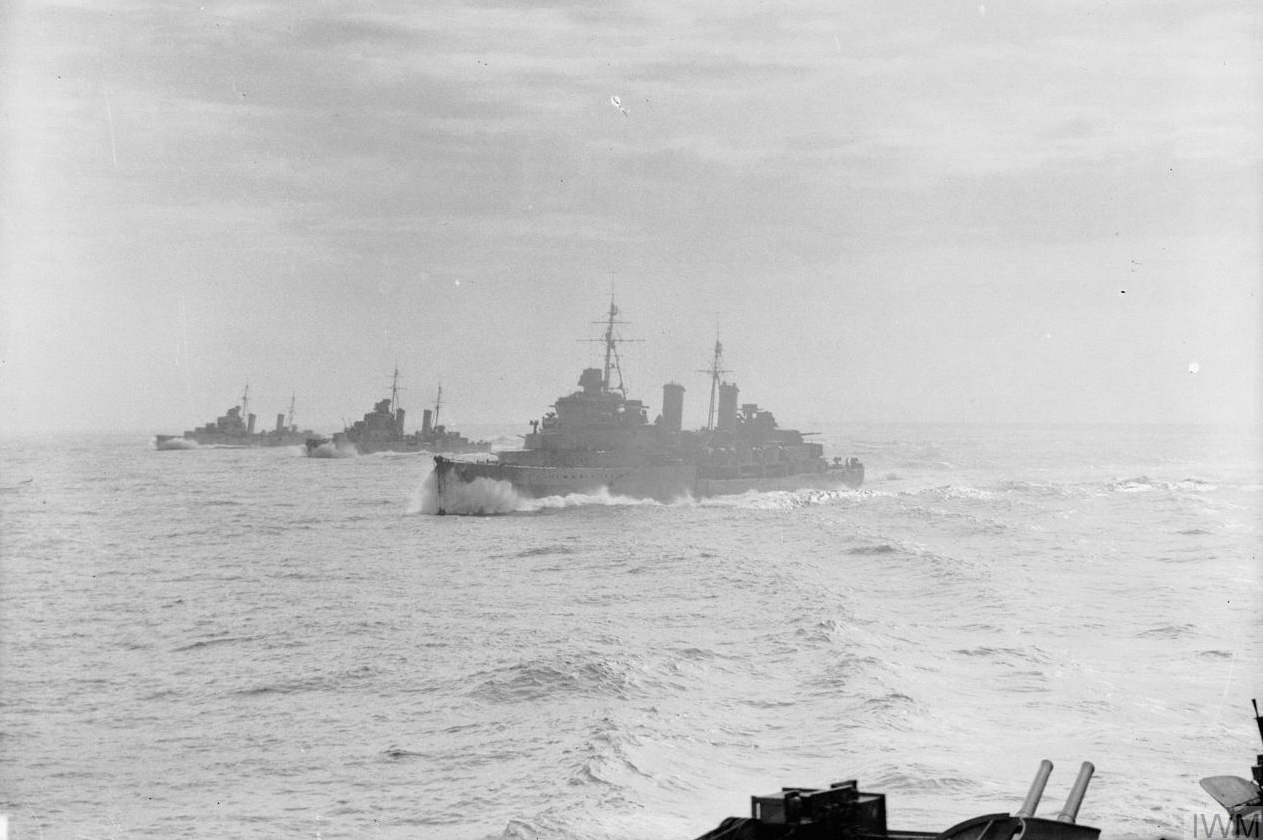
La Edinburgh di scorta un convoglio insieme alla e all'

Scortò quindi due convogli artici (QP4 e PQ13), tornando a Scapa Flow il 28 marzo. Il 6 aprile salpò nuovamente scortando il convoglio PQ14. Delle 24 navi del convoglio, sedici furono costrette da ghiacci insoliti per la stagione e dal cattivo tempo a tornare in Islanda, mentre un'altra venne affondata da un U-Boot. La Edinburgh giunse quindi a Murmansk con i sette mercantili superstiti il 19 aprile. Salpò quindi il 29 per scortare il convoglio di ritorno QP11.
Il 30 aprile, il sommergibile tedesco U-456 avvertito della presenza del convoglio dalla ricognizione aerea, colpì con un siluro il lato di dritta della nave, che iniziò ad inclinarsi rapidamente. La reazione dell'equipaggio, che riuscì a chiudere in tempo le paratie stagne, riuscì a salvare la nave. Poco dopo un secondo siluro colpì la Edinburgh a poppa, danneggiando irreparabilmente il timone.
Subito si tentò di riportare la nave a Murmansk a rimorchio con la scorta di un cacciatorpediniere, il Foresight e tre dragamine, il Gossamer, l'Harrier e l'Hussar. Durante il tragitto l'incrociatore venne attaccato seguito costantemente da aerosiluranti tedeschi. Il 2 maggio, mentre procedeva autonomamente a bassa velocità al largo di Bjørnøya, venne attaccata da tre cacciatorpediniere tedeschi, incluso il più grande Hermann Schoemann. Tagliata la cima di rimorchio, la nave iniziò a girare in tondo ma, nonostante la difficile situazione, i pezzi principali aprirono il fuoco colpendo l'Hermann Schoemann alla seconda bordata e danneggiandolo al punto da costringere l'equipaggio ad autoaffondarlo. Mentre la scorta era impegnata con le navi tedesche superstiti, la Edinburgh venne colpita da un nuovo siluro, che la colpì esattamente dal lato opposto rispetto al primo colpo ricevuto, lasciando la nave quasi divisa in due e tenuta insieme solo dal ponte e dalla chiglia. L'equipaggio abbandonò quindi la nave trasferendosi sui dragamine. Cinquantasei marinai e due ufficiali rimasero uccisi nei diversi attacchi. Nel frattempo la decisa azione delle navi di scorta aveva allontanato gli avversari, convinti di avere a che fare con una forza ben più ampia.
Per affondare la nave la Harrier sparò venti colpi con il suo cannone da 102 mm, senza però riuscire nell'intento. Un secondo tentativo di affondare l'incrociatore sganciando cariche di profondità vicino allo scafo si risolse ugualmente in un nulla di fatto. Alla fine la Foresight lanciò il suo ultimo siluro, riuscendo ad affondare la nave.

## L'oro
Al momento dell'affondamento della Edinburgh si trovavano a bordo 4.570 kg di lingotti d'oro, che formavano parte del pagamento dell'Unione Sovietica per i rifornimenti trasferiti dagli alleati. L'oro, contenuto in novantatré cassette di legno, era conservato nelle camere corazzate di dritta, non lontano dal luogo della prima esplosione. All'epoca, il valore stimato dei lingotti era di circa un milione e mezzo di sterline.
Nel 1954 il Governo inglese offrì i diritti di recupero della Edinburgh alla Risdon Beazley, una compagnia specializzata operativa nel Regno Unito, ma il progetto venne successivamente sospeso a causa delle tensioni della guerra fredda. Nel 1957 il relitto venne dichiarato tomba di guerra, rendendo più difficile la possibilità di svolgere operazioni di ricerca.
Alla fine degli anni 70 l'interesse per la Edinburgh tornò a crescere e il Governo inglese iniziò a premere per il recupero dell'oro, non solo per il possibile guadagno ma anche per evitare che il ritrovamento venisse effettuato da spedizioni non autorizzate o, peggio, dall'Unione sovietica, nelle cui acque si trova la nave.
Nei primi anni ottanta la compagnia Jessop Marine vinse la gara per il recupero, visto che i suoi metodi, basati su tagli nello scafo, erano ritenuti più rispettosi di una tomba di guerra rispetto all'uso dell'esplosivo prospettato da altre compagnie.
Nell'aprile 1981 la Dammtor iniziò le ricerche del relitto, individuato dopo soli dieci giorni in posizione 72°N 35°E, a circa 245 metri di profondità. Vennero quindi effettuate delle riprese del relitto per pianificare la successiva operazione di salvataggio.
Pochi mesi dopo, il 30 agosto, la nave appoggio Stephanitum giunse sul luogo, dando inizio alle operazioni. Vari sub rimasero feriti durante le operazioni fino a che il 15 settembre venne recuperato il primo lingotto d'oro. Il 7 ottobre il cattivo tempo bloccò le operazioni dopo il recupero di 431 lingotti su 465, valutati al momento in circa 43 milioni di sterline.